# Benjamín Brea
Benjamín Arsenio Brea más conocido como Benjamín Brea (18 de septiembre de 1946, Constenla, Galicia, España - 23 de abril de 2014, Caracas, Venezuela) fue un músico, arreglista y maestro, en su mayoría asociado con el jazz, a pesar de que tenía la ventaja de tocar varios géneros de música en varias bandas como solista, así como sideman y conductor.

## Primeros años
Nacido como Benjamín Arsenio Brea Constenla en Galicia, España, se trasladó con sus padres a Venezuela a principios de 1960. Recibió educación musical formal en Caracas y se graduó con Vicente Emilio Sojo en la escuela de música José Ángel Lamas. Brea comenzó su carrera profesional en 1962, convirtiéndose en un destacado músico en una gran variedad de instrumentos, siendo capaz de entonar toda la familia de saxofones y flautas, así como el oboe, el clarinete y clarinete bajo.
Después de tocar con varias bandas de baile locales, permaneció ocupado y presentándose en innumerables bandas sonoras y sesiones de grabación de jingles. Además, se convirtió en un miembro de la orquesta de Radio Caracas Televisión y la Orquesta Filarmónica de Caracas dirigida por Aldemaro Romero. Además, él interpretó temas de artistas importantes como Jeff Berlin, Paquito D'Rivera, Julio Iglesias, Armando Manzanero, Danilo Pérez, Arturo Sandoval, The Jackson Five y The Supremes, mientras tocaba en la gran banda de jazz con formatos musicales dirigidos por Porfi Jiménez, Alberto Naranjo y Gerry Weil, entre otros. En el medio, actuó junto a artistas locales como Soledad Bravo, Vytas Brenner, María Teresa Chacín, Ilan Chester, Franco de Vita, Simón Díaz, Gualberto Ibarreto, Los Cañoneros, Ricardo Montaner, Alí Primera, María Rivas, Serenata Guayanesa y Cecilia Todd, en grabaciones o conciertos.

## Discografía
A pesar de trabajar intensamente como acompañante en las sesiones de grabación, Brea lanzó solo tres discos en su carrera de larga duración.
Su primer álbum en solitario Another Point Of View fue lanzado en 1995 y está compuesto por su toma de standards de jazz de gente como Duke Ellington y Glenn Miller, arregladas con más cepillos contemporáneo. Incluye canciones como Moonlight Serenade y Summertime, así como una versión de jazz del clásico andino El Cóndor Pasa.

## Otros proyectos
Además de sus propios proyectos de estudio, también organizó una banda de jazz para tocar en conciertos y era un miembro del personal en el Festival de Jazz de El Hatillo, que es un evento anual que se celebra en la pequeña localidad de El Hatillo, Venezuela.

## Muerte
En enero de 2014, Brea se desmayó mientras asistía a un ensayo y fue trasladado a un hospital de Caracas, donde se le diagnosticó un cáncer de estómago. Murió el 23 de abril de 2014, a los 67 años de edad.

## Discografía
- 1995 Another Point of View (Jazz)
- 1997 Un Viejo Amor
- 1999 Christmas' Saxes[2]

## Colaboraciones seleccionadas
- 1973

Edgar Alexánder: Azúcar Cacao y Leche
- 1974

María Teresa Chacín: Mi querencia
- 1975

Los Cuñaos: Volumen 2
Vytas Brenner: La ofrenda
- 1976

Los Cuñaos: Los Cuñaos vol. 4
Frank Quintero: Después de la tormenta
Alex Rodríguez: La Retreta Mayor
- 1979

Alí Primera: Canción mansa para un pueblo bravo
Alí Primera: Cuando nombro la poesía
Gerry Weil: The Message
María Teresa Chacín: En azul, amarillo y rojo
- 1981

Guillermo Carrasco: Guillermo Carrasco
Rosa Virginia Chacín: Mi nostalgia
- 1982

Yordano: Negocios son negocios
- 1983

Ilan Chester: Canciones de todos los días
- 1984

El Medio Evo: Bolumen 4
Franco De Vita: Franco De Vita
Alí Primera: Entre La rabia y la ternura
- 1985

Andy Durán: Mambo-Salsa
El Medio Evo: Medio Evo de nuevo
Alí Primera: Por si no lo sabía
- 1987

Jorge Aguilar: Calor
- 1988

Guillermo Carrasco: Visual
Ricardo Montaner: Ricardo Montaner vol. 2
Pentágono: Más romántico
- 1989

Alberto Naranjo: Imagen Latina
Pentágono: Pentágono 3
- 1990

Federico Britos Ruiz: Conexión jazz
Franco De Vita: Extranjero
Agni Mogollón: Entre duendes
- 1991

Pentágono: Aguanta corazón
- 1992

María Teresa Chacín: Yo soy venezolana
El Pavo Frank: Latinos de etiqueta
Charlie Nagy: Para todos Charlie
Iván Pérez Rossi: No la quiero
- 1993

Vytas Brenner: Amazonia
Andy Durán: A Jazzy Latin Beat
Marisela Leal: Todo Brasil
Propiedad Privada: La verdadera historia
Maricruz Quintero: Niebla y lluvia
Chiqui Rojas: Sin fronteras
Cecilia Todd: Una sola vida tengo
- 1994

María Teresa Chacín: Romántica
Andy Durán: Latin Jazz Club
Daniel Grau: You Are In My Dreams
- 1995

Soledad Bravo: Raíces
Luz Marina: Vestida en flor
María Teresa Chacín: Amor mío
Martes 8:30: Origen Caracas
Oscar Maggi: Cuidao' con los escalones
- 1996

Giselle Brass: My Favorite Songs
Ramón Carranza: Carranza Jazz
Fusión IV: Tarde pero temprano
Serenata Guayanesa: Una amistad de 25 años
- 1997

Various Artists: Jazz desde Aldemaro
- 1998

Tambor Urbano: Que no se pare la rumba
Malanga: Ta' trancao
- 2000

El Pavo Frank: ¡Bravo Pavo!
Tambor Urbano: La rumba continúa
Siempre Seremos Niños: Siempre Seremos Niños
- 2001

María Teresa Chacín: Me voy a regalar
Juan Carlos Núñez: Suite urbana
Shesura: Diferente amanecer
- 2002

Fernando Alarcón: Amor de estrellas
Frank Quintero: Signos de admiración
- 2003

María Teresa Chacín: La Historia
César Muñoz: Dentro del papel
Iván Pérez Rossi: Canto Caribe
- 2004

Agua De Luna: Mi tiempo
- 2005

El Pavo Frank: De Colección
Serenata Guayanesa: El ferrocarril
- 2006

Andy Durán: Salsa dura y descarga
- 2007

Ilan Chester: Cancionero del amor venezolano vol. 3
- 2008

Maruja Muci: My Funny Valentine
- 2009

Fernando Alarcón: Once de Octubre
Abraham Gustin: Blue
Los Cañoneros: Luna sobre el valle
Francisco Pacheco: Diversidad
Sergio Pérez: Báilalo tú también
Elisa Rego: Rockola
- 2012

Malanga: Sr. Malanga